# Jacques Tempereau
Jacques Gérard Marc Tempereau est un sculpteur angevin, né le 24 septembre 1945 à Saumur et mort à Saint-Jean-des-Mauvrets le 23 novembre 2006. 

## Biographie
Né dans une famille d'horticulteur, Jacques Tempereau passe son enfance à Vihiers en Maine-et-Loire. Il étudie à Cholet où l'on découvre ses talents de dessinateur.
Il poursuit ses études à École nationale supérieure d'horticulture d'Angers. Il fait aussi des stages dans des entreprises paysagistes, où il développe ses talents de graphiste.
En 1970, il crée, à Cholet, son entreprise de paysagiste et de créateur de jardins et d'aménagement de parcs.
En 1985, il invente et breveta le siège de bain « Daphné », toujours en vente.
À partir de 1990, il s'investit dans l'Art figuratif à travers la peinture et la sculpture et obtient de nombreux premiers prix de sculpture dans différentes régions de France.
Il participe aux cours de dessin de l'École régionale des Beaux-Arts d'Angers ainsi qu'à  École régionale des Beaux-Arts de Nantes.
Jacques Tempereau va réaliser un certain nombre de peintures, statuettes ainsi que des statues monumentales, notamment en bronze ou en résine, pour des commandes des villes d'Angers, Cholet, ainsi que pour l'aéroport d'Angers.
Il participe à diverses manifestations artistiques en France et notamment à Paris où il expose quelques-unes de ses œuvres, au Salon de Paris, au Salon d'automne ainsi qu'au Salon Comparaisons.
Il meurt le 22 novembre 2006 à Saint-Jean-des-Mauvrets.
En juillet-Août 2008, une « exposition-rétrospective Jacques Tempereau » est organisée à Trélazé, dans les anciennes écuries des ardoisières, lors du festival de Trélazé.